# Самі в Берліні (фільм)
«Самі в Берліні» (англ. Alone in Berlin) — міжнародно-спродюсований історично-драматичний фільм, знятий Венсаном Пересом за романом «Кожен помирає поодинці» Ганса Фаллади 1947 року видання. Світова прем'єра стрічки відбудеться у лютому 2016 року на Берлінському міжнародному кінофестивалі. Фільм розповідає про подружжя Квангель у часи Другої світової війни, які дізнавшись про смерть сина на полі бою, вирішують самостійно протистояти нацистському режиму.

## У ролях
- Брендан Глісон — Отто Квангель
- Емма Томпсон — Анна Квангель
- Даніель Брюль — Ешеріх
- Мікаел Персбрандт — офіцер СС Пролл

## Визнання
| Нагороди та номінації фільму «Самі в Берліні» | Нагороди та номінації фільму «Самі в Берліні» | Нагороди та номінації фільму «Самі в Берліні» | Нагороди та номінації фільму «Самі в Берліні» | Нагороди та номінації фільму «Самі в Берліні» | Нагороди та номінації фільму «Самі в Берліні» |
| Рік                                           | Кінопремія / Кінофестиваль                    | Категорія / Нагорода                          | Номінант                                      | Результат                                     |                                               |
| --------------------------------------------- | --------------------------------------------- | --------------------------------------------- | --------------------------------------------- | --------------------------------------------- | --------------------------------------------- |
| 2016                                          | Берлінський міжнародний кінофестиваль         | «Золотий ведмідь» за найкращий фільм          | «Самі в Берліні»                              | Номінація                                     |                                               |